# 真人快打II (電影)
《真人快打II》（英語：Mortal Kombat II）是一部2025年美國武俠奇幻電影，由賽門·麥奎德執導，傑瑞米·史列特編劇，改編自埃德·波恩和約翰·托比亞斯創作的《真人快打系列》，為2021年《真人快打》的續集，《魔宮帝國》系列的第四部電影。主演陣容包括卡爾·厄本、艾德琳·羅道夫、潔西卡·麥克納米、喬許·羅森、林路迪、麥卡德·布魯克斯、塔蒂·嘉布莉兒、路易斯·譚、達蒙·海瑞曼、黃經漢、淺野忠信、喬·塔斯利姆與真田廣之。
《真人快打II》由華納兄弟影業排定2025年10月24日於美國上映。

## 演員
- 卡爾·厄本飾演強尼·凱吉（英语：Johnny Cage）
- 艾德琳·羅道夫（英语：Adeline Rudolph）飾演琪塔娜（英语：Kitana）
- 潔西卡·麥克納米飾演刀鋒索尼婭（英语：Sonya Blade）
- 喬許·羅森飾演卡諾（英语：Kano (Mortal Kombat)）
- 林路迪飾演劉康（英语：Liu Kang）
- 麥卡德·布魯克斯（英语：Mehcad Brooks）飾演賈克斯（英语：Jax (Mortal Kombat)）
- 塔蒂·嘉布莉兒飾演潔德（英语：Jade (Mortal Kombat)）
- 路易斯·譚飾演科爾·楊（Cole Young）
- 達蒙·海瑞曼飾演拳痴（英语：Quan Chi）
- 黃經漢飾演尚宗（英语：Shang Tsung）
- 淺野忠信飾演雷電（英语：Raiden (Mortal Kombat)）
- 喬·塔斯利姆飾演避寒／怒影·賽伯特（英语：Sub-Zero (Mortal Kombat)）
- 真田廣之飾演波佐志半藏／魔蠍（英语：Scorpion (Mortal Kombat)）
- 馬丁·福特（英语：Martyn Ford (bodybuilder)）飾演紹康（英语：Shao Kahn）
- 戴斯蒙·詹（英语：Desmond Chiam）飾演國王傑洛德（英语：King Jerrod）
- 安娜·圖·阮（Ana Thu Nguyen）飾演王后辛黛爾（英语：Queen Sindel）

## 製作

### 發展
2021年4月，《真人快打》上映後，喬·塔斯利姆透露，如果華納兄弟決定繼續拍攝續集，他將簽訂四部續集的合約 。賽門·麥奎德亦表示，如果擁有好的劇本，他將願意回歸執導續集。其後，麥奎德於採訪中透露，首集並沒有出現強尼·凱吉是因為凱吉是一個「個性剛強」的角色，讓他出現會使電影變得失衡。他亦表示潛在的續集可以探索凱吉和琪塔娜等角色，並希望加入更多女性角色。2021年11月，製片人陶德·嘉納在Twitter上暗示續集正在開發中。2022年1月，續集正式確認製作，由傑瑞米·史列特撰寫劇本。2022年5月，史列特確認計劃讓凱吉出現於續集。2022年7月，宣布新線影業為續集亮起綠燈，麥奎德將回歸執導續集。

### 選角
2023年5月，塔蒂·嘉布莉兒和卡爾·厄本為飾演潔德以及強尼·凱吉進行最後談判。同月底，艾德琳·羅道夫參演，而嘉布莉兒確認出演。2023年6月，馬丁·福特、戴斯蒙·詹、安娜·圖·阮（Ana Thu Nguyen）和達蒙·海瑞曼參演。

### 拍攝
該片於2023年6月22日在位於黃金海岸的威秀工作室開始進行主體拍攝。2023年7月，受2023年美國編劇協會大罷工影響暫停拍攝。隨著罷工結束，拍攝正式於11月23日復工，並於2024年1月殺青。

## 發行
《真人快打II》由華納兄弟影業排定2025年10月24日於美國上映。

## 外部連結
- 互联网电影数据库（IMDb）上《真人快打II》的资料（英文）